# Bombardeig de Darwin
El bombardeig de Darwin dut a terme per l'Imperi Japonès el 19 de febrer de 1942 va ser els major atac emprès mai per una potència estrangera contra Austràlia. També va ser una acció significativa a la campanya del Pacífic de la Segona Guerra Mundial, representant un important cop psicològic per a la població australiana, diverses setmanes després que haguessin començat les hostilitats amb el Japó. Així van començar una sèrie d'un centenar d'atacs aeris japonesos sobre Austràlia durant 1942-43.
El succés sovint és referit com el "Pearl Harbor australià". Si bé van apuntar contra un objectiu poc significatiu, van llançar-se un nombre major de bombes del que s'havien llençat sobre Pearl Harbor. Igual que la base americana, la ciutat australiana estava desprevinguda, i si bé va ser bombardejada en 58 ocasions més, els atacs del 19 de febrer van ser els més devastadors.
En aquells moments, Darwin tenia una població d'unes 2.000 persones, doncs la població habitual de 5.000 s'havia reduït dràsticament a causa de l'evacuació. Era una base naval i aèria estratègicament situada, on hi havia uns 15.000 soldats aliats.

## Les forces enfrontades
La major part dels avions atacants provenien dels 4 portaavions de la 1a Divisió de Portaavions de la Marina Imperial Japonesa (l'Akagi i el Kaga) i de la 2a Divisió de Portaavions (el Hiryū i el Sōryū), amb un total de 188 avions. A més, també hi participaren bombarders pesants amb base a terra. Els japonesos llançaren dues onades d'avions, amb un total de 242 naus, entre bombarders i caces.
Darwin estava pobrament defensada per canons antiaeris, totes elles armes de calibre petit i cap ni una de 20mm o superior. Els únics esquadrons operatius de la Reial Força Aèria Australiana (RAAF) de caces estaven a Europa, al nord d'Àfrica o a l'Orient Mitjà. Els únics caces moderns amb seu a Darwin eren 11 Curtiss P-40 "Tomahawk" del 33è Esquadró de Persecució de les USAAF. També hi havia alguns avions poc armats o obsolets d'entrenament (5 Wirraways inservibles) i patrullers (6 Hudson). A més, hi havia una estació experimental de radar, però encara no estava operativa.

## Els atacs

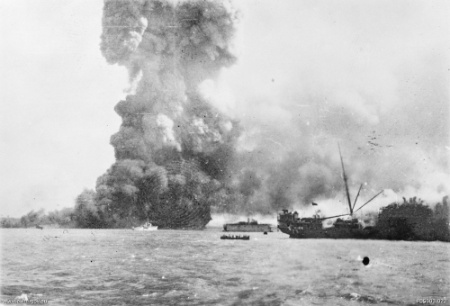
El SS Neptune explota a Stokes Hill Wharf. Davant de l'explosió hi ha el HMAS Vigilant, que porta a terme tasques de rescat. Al centre hi ha la corbeta HMAS Katoomba, i al fons el SS Zealandia.

La primera onada, formada per 188 avions comandats pel Chūsa Mitsuo Fuchida va enlairar-se a les 8:45. Al voltant de les 9:15 va ser descoberta pels observadors aeris australians a Melville Island, així com per Mn. John McGrath, un capellà catòlic que portava una missió a l'illa Bathurst. Mn. McGrath envià un missatge: una inusual gran formació aèria s'apropa des del nord-oest. Ambdós avisos es reberen a Darwin almenys en dues ocasions per ràdio, no més tard de les 9:37. Però 11 caces P-40E Kittyhawk i uns LB-30 Liberator havien abandonat Darwin i l'oficial de guàrdia de Darwin va assumir que es tractava de la mateixa formació. No es van activar les alertes, i igual que havia passat a Pearl Harbor dos mesos abans, s'escapolí l'oportunitat de fer preparatius en l'últim moment.
Un avió Catalina de la USN va ser atacat per 9 caces Zero prop de l'illa Bathurst. El pilot, tinent Thomas Moorer va aconseguir fer caure l'avió al mar i ser recollit per un vaixell, però aquest també va ser atacat, tot i que Moorer i la major part de la tripulació van aconseguir sobreviure.
Fuchida posteriorment escriuria:
| « | La feina que teníem al davant semblava molt feixuga per a la força de Nagumo. El port estava ple de vaixells de tota mena, però semblava que només un espigó i uns quants edificis davant del mar eren les úniques instal·lacions portuàries. L'aeroport als afores de la ciutat no tenia més que dos o tres hangars petits, i només hi havia una vintena d'avions vells. No hi havia cap avió volant. Alguns van intentar enlairar-se de seguida però van ser abatuts, i la resta van ser destruïts a terra. El foc antiaeri era intens, però gens efectiu, i vam acomplir ràpidament els nostres objectius. | » |

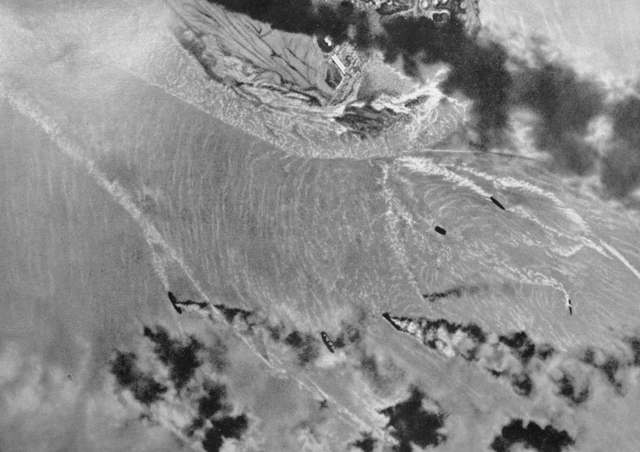
Una fotografia aèria de vaixells incendiats al port de Darwin, presa per un aviador japonès durant la primera onada

De fet, els japonesos es trobaren 5 dels P-40 de la USAAF, que havien tornat feia poc d'una missió avortada sobre l'Illa de Timor i encara portaven tancs de combustible expulsables. Amb tot a favor seu, els caces japonesos van abatre tots els avions americans, llevat un de pilotat pel tinent Robert Ostreicher.
Un total de 81 bombarders torpediners Nakajima B5N "Kate" van atacar els vaixells a port, mentre que 71 bombarders Aichi D3A "Val", escortats per 36 caces Mitsubishi A6M Zero van atacar les bases de la Reial Força Aèria Australiana (RAAF), camps d'aviació civils i un hospital. Ostreicher va abatre dos Vals i va aconseguir sobreviure a l'atac, però no tots els avions aliats van aconseguir enlairar-se, i tots van ser destruïts després del primer atac. Cap a les 10:40 la primera onada d'avions japonesos havia abandonat la zona.
Just abans de migdia, va tenir lloc un atac a gran alçada portat a terme per bombarders amb base a terra, concentrant-se en la Base de la RAAF a Darwin: 27 bombarders, que venien de l'illa d'Ambdon i 27 Mitsubishi G4M "Betty" de Kendari, Sulawesi. Aquesta segona onada durà entre 20 i 25 minuts.
Pel que diu Fuchida sobre que el foc antiaeri va ser poc efectiu, la manca de blindatge i els tancs d'autosegellat de molts avions japonesos, així com els vols a baixa altura que es van portar a terme, van fer que els pilots i els seus avions fossin molt vulnerables al foc terrestre. Les fonts australianes afirmen que es van abatre 4 avions japonesos sobre l'espai aeri australià.

## Baixes, danys i conseqüències

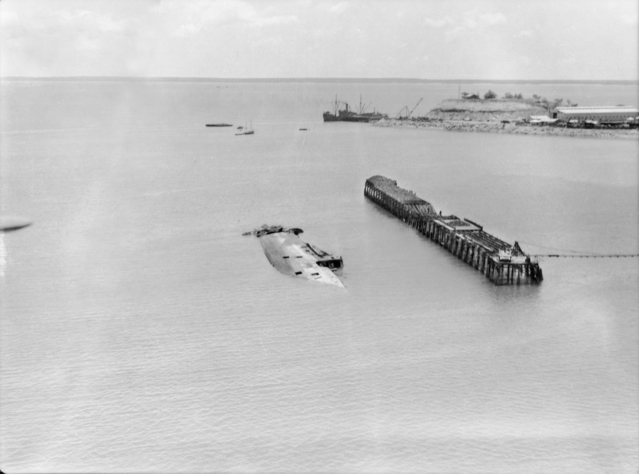
Un vaixell enfonsat i cremant-se al port de Darwin després de l'atac

D'acord amb els recomptes oficials, van perdre la vida 253 persones el 19 de febrer entre civils i militars, la majoria d'ells als vaixells que van ser enfonsats. Unes 400 persones van resultar ferides, de les quals 200 estaven greus.
8 vaixells van quedar enfonsats al port de Darwin:
- USS Peary, un destructor de la Marina dels Estats Units
- USAT Meigs, un transport de tropes de l'Exèrcit dels Estats Units
- NV Neptuna, un vaixell de passatgers australià usat com a transport de tropes
- SS Zealandia, un vaixell de passatgers australià usat com a transport de tropes
- HMAS Mavie, un patruller de la Reial Marina Australiana
- SS Mauna Loa, un mercant nord-americà de 5.436 tones
- British Motorist, un petrolier britànic
- Kelat, un carboner de 1.849 tones

Entre els vaixells danyats però no destruïts hi havia el AHS Manunda, un vaixell hospital.
La USAAF va perdre 10 P-40, un B24 "Liberator" i 3 C-45. La US Navy va perdre 3 PBY Catalina. La RAAF va perdre 6 Lockheed Hudsons.
Els atacs aeris van causar el caos a Darwin, especialment en els serveis essencials com l'aigua o l'electricitat, que van quedar greument danyats sinó que destruïts. Els temors d'una invasió imminent augmentaren i hi hagué una onada de refugiats, abandonant la ciutat fins a la meitat de la població. Van haver informes de pillatges. D'acord amb els informes oficials, 278 membres de la RAAF van desertar després dels atacs, si bé es digué que les "desercions" van ser donades com a resultat d'unes ordres ambigües.
L'Exèrcit australià tingué dificultats en controlar a les seves pròpies tropes davant l'onada de pillatge de la propietat privada, incloent "mobles, refrigeradors, pianos, roba i, fins i tot, joguines de la quitxalla" degut a l'abandonament de la llei i l'ordre després del bombardeig i el caos posterior. Molts refugiats civils no van tornar mai, o no van tornar fins a molts anys després.

## Atacs japonesos posteriors
Després dels atacs del 19 de febrer de 1942, el Territori del Nord i zones de l'oest australià van ser bombardejats en 62 ocasions més entre el 4 de març de 1942 i el 12 de novembre de 1943. Un dels atacs més durs tingué lloc el 16 de juny de 1942 quan un gran grup japonès atacà els dipòsits de combustible del port i causà greus danys a les zones adjacents. Majoritàriament, les flotes aliades abandonaren la base naval de Darwin després de l'atac del 19 de febrer, dispersant les seves forces entre Brisbane, Fremantle i d'altres ports menors. En canvi, els comandants aeronàutics aliats llançaren una gran ofensiva constructora a la zona de Darwin, aixecant diversos camps d'aviació i desplegant diversos esquadrons.
Els quatre portaavions japonesos que van participar en el bombardeig de Darwin (l'Akagi, el Kaga, el Hiryū i el Sōryū) van ser enfonsats durant la batalla de Midway al juny de 1942.
El 19 de febrer de cada any se celebra una cerimònia de memorial al Cenotafi de Darwin. S'inicia a les 9:58, en el moment precís de l'inici del primer atac.